# Île Pagan
Pour les articles homonymes, voir Pagan.
L'île Pagan, en anglais Pagan Island, est une île volcanique des États-Unis située dans l'Est de la mer des Philippines, dans les îles Mariannes du Nord.

## Géographie
L'île abrite deux stratovolcans qui sont toujours en activité. La dernière éruption sur l'île remonte au 10 juillet 2012.

## Histoire
L'île était habitée depuis longtemps mais une éruption en 1981 força les habitants à l'évacuer.
Le dernier recensement américain indique qu'elle est toujours inhabitée.

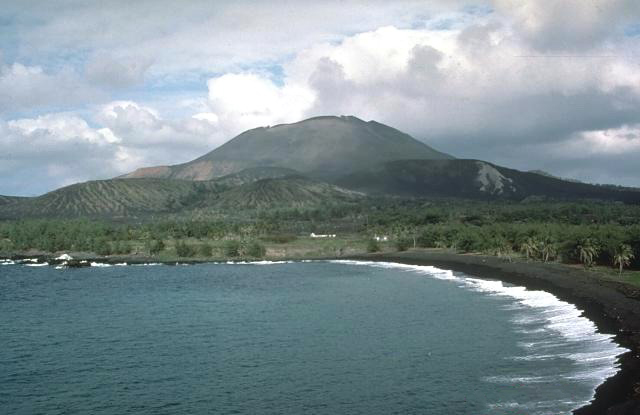
Vue du volcan Nord, le plus actif des deux volcans présents sur l'île.